# Tarik Phillip
Tarik Phillip, né le 10 août 1993 à Brooklyn dans la ville de New York, est un joueur américano-britannique de basket-ball. Il évolue au poste d'arrière.

## Biographie
Le 9 avril 2019, il signe jusqu'à la fin de saison avec les Wizards de Washington sans jouer pour eux le moindre match.
Le 15 août 2019, il s'engage avec le club turc de Tofaş Spor Kulübü.
Au mois d'août 2020, il rejoint l'Hapoël Jérusalem pour une saison.